# 郡上市立相生小学校
郡上市立相生小学校 （ぐじょうしりつ あいおいしょうがっこう）は、岐阜県郡上市にある公立小学校。

## 通学区域
- 通学区域は八幡町稲成、八幡町相生、八幡町吉野、八幡町西乙原、八幡町那比、八幡町安久田である。公立中学校の進学先は郡上市立八幡西中学校である[1]。

## 沿革
- 1873年（明治6年） - 門原村[注釈 1]に門原義校が開校。
- 1874年（明治7年） - 亀尾島村[注釈 2]に亀島義校、東乙原村[注釈 3]に東原義校、中野村[注釈 4]に中野義校が開校。
- 1877年（明治10年） - 安久田村の桜義校の支校が独立し、安久田学校となる。
- 1880年（明治13年） - 
  - 門原義校が相生学校、東原義校が吉野学校、中野義校が中野学校に、それぞれ改称する。
  - 西乙原村に西乙原学校が開校。
  - 亀島義校が相生学校に統合され廃止。
- 1886年（明治19年） - 相生学校が相生簡易科小学校、西乙原学校が西乙原簡易科小学校、中野学校が中野簡易科小学校、吉野学校が吉野簡易科小学校に、それぞれ改称する。
- 1897年（明治30年） - 
  - 相生村、西乙原村、那比村、稲成村、吉野村、安久田村が合併し、相生村が発足。
  - 相生簡易科小学校が相生尋常小学校、西乙原簡易科小学校が西乙原尋常小学校に、それぞれ改称する。
  - 中野簡易科小学校と吉野簡易科小学校が統合され、稲成尋常小学校となる。
- 1909年（明治42年） - 相生尋常小学校、西乙原尋常小学校、那比尋常小学校、稲成尋常小学校を統合。相生尋常小学校となる。相生分教場[注釈 5]、稲成分教場、那比分教場を設置。
- 1929年（昭和4年） - 現在地へ移転する。
- 1930年（昭和5年） - 安久田分教場[注釈 6]を設置。
- 1934年（昭和9年） - 稲成分教場を廃止。
- 1941年（昭和16年）4月1日 - 相生国民学校に改称する。
- 1947年（昭和22年）4月1日 - 相生村立相生小学校に改称する。相生分校、安久田分校、那比分校を設置。
- 1951年（昭和26年） - 那比分校が独立し、相生第二小学校となる。
- 1954年（昭和29年）12月15日 - 八幡町、相生村、川合村、口明方村、西和良村が合併し、八幡町が発足。同時に八幡町立相生小学校に改称する。
- 1957年（昭和32年） - 安久田分校改築完成。
- 1960年（昭和35年） - 講堂完成。
- 1970年（昭和45年） - 安久田分校、相生分校を廃止。
- 1971年（昭和46年）7月 - プール完成。
- 1975年（昭和50年） - 校舎増築（普通教室2・図書室1・資料室）。
- 1984年（昭和59年）7月 - 動物飼育小屋完成。
- 1990年（平成2年）2月 - 屋内運動場完成。
- 1996年（平成8年） - 大規模改修工事第一期工事完成（1・2階の昭和45年度完成部分）。
- 1997年（平成9年） - 大規模改修工事第二期工事完成（3階と昭和50年増築部分）。
- 1999年（平成11年） - 特殊学級「ひばり学級」開設。
- 2000年（平成12年） - 運動場東側防球ネット完成。
- 2001年（平成13年） - 公民館パソコンルームを本校に設置。
- 2003年（平成15年） - 八幡町立小那比小学校を統合する[注釈 7]。
- 2004年（平成16年）3月1日 - 八幡町、大和町、白鳥町、高鷲村、美並村、明宝村和良村が合併し、郡上市が発足。同時に郡上市立相生小学校に改称する。
- 2007年（平成19年）3月 - 相生第二小学校を統合する。
- 2012年（平成24年） - 
  - 特別支援学級「たんぽぽ学級」開設。
  - プール改修工事。
  - 相生小絆宣言制定。
- 2013年（平成25年） - 第1回音楽発表会開催。
- 2014年（平成26年） - 特別支援学級「ひまわり学級」開設。
- 2015年（平成27年） - 特別支援学級「あさがお学級」開設。

## アクセス
- 長良川鉄道越美南線相生駅下車後、徒歩約410m・約7分。なお、駅から学校校舎は直線距離で約70mとすぐ近くだが、駅から学校まで最短で結ぶ公道が無い為、遠回りとなる。
- 郡上市自主運行バス相生線（小那比美並乗合タクシー）「相生農協」停留所下車後、徒歩約150m・約3分。